# Пирсон, Уитман, 3-й виконт Коудрэй
Подполковник Уитман Джон Черчилль Пирсон, 3-й виконт Коудрей (англ. John Churchill Pearson, 3rd Viscount Cowdray; 27 февраля 1910 — 19 января 1995) — британский пэр, бизнесмен с игрок в поло.

## Ранний период жизни
Уитман Джон Черчилль Пирсон и его сестра-близнец Анджела родились 27 февраля 1910 года в Уайтхолле. Единственный сын Гарольда Пирсона, 2-го виконта Коудрэя (1882—1933). Его дедом по отцовской линии был Уитман Пирсон, 1-й виконт Коудрэй (1856—1927).
Его матерью была Агнес Берил Спенсер-Черчилль (1881—1948), дочь лорда Эдварда Спенсера-Черчилля. Её прадедом по материнской линии был Джордж Спенсер-Черчилль, 6-й герцог Мальборо.
Он учился в Итонском колледже и окончил колледж Крайст-Черч, Оксфорд.

## Карьера
5 октября 1933 года после смерти своего отца Джон Уитман Пирсон унаследовал титулы 3-го виконта Коудрэя из Коудрэя в графстве Сассекс, 3-го барона Коудрэя из Мидхерста в графстве Сассекс и 3-го баронета Пирсона, став членом Палаты лордов Великобритании.
Джон Уитман Пирсон воевал во Второй мировой войне, и в результате ему ампутировали левую руку. За свою службу он получил Территориальную награду. Он достиг звания подполковника с 1940 по 1941 год в британских отрядах самообороны.
В 1941—1942 годах он занимал должность личного парламентского секретаря заместителя министра авиации Гарольда Бальфура, 1-го барона Бальфура из Инчрай.
В 1945 году он занимал должность заместителя лейтенанта Сассекса во время пребывания Чарльза Уиндема, 3-го барона Леконфилда, на посту лорда-лейтенанта Сассекса, которое длилось с 1917 по 1949 год.
Председатель S. Pearson & Son Ltd с 1954 по 1977 год и президент Pearson PLC с 1983 по 1995 год.

## Поло
Когда Уитман Пирсон поступил в Оксфорд, он играл в течение четырех лет с командой Оксфорда по поло. В 1932 году он был капитаном команды Оксфорда, которая выиграла Кубок Тайро, тогда еще турнир Херлингема (теперь в Каудрее).
Он был главной движущей силой возрождения поло в Англии после Второй мировой войны . Он играл в поло, несмотря на то, что потерял руку в Дюнкерке. Ему установили искусственную конечность, чтобы он мог продолжать играть.
В 1948 или 1949 году он играл с английской командой на Открытом чемпионате Аргентины. В 1951 году он возродил Кубок Коронации, а в 1956 году учредил свой собственный главный трофей — Золотой кубок Коудрей-парка, который и по сей день остается главным трофеем Открытого чемпионата Великобритании по поло.

## Браки и дети
Виконт Коудрэй был дважды женат. 19 июля 1939 года он женился первым браком на леди Энн Памеле Бриджмен (12 июня 1913 — 21 мая 2009), дочери Орландо Бриджмена, 5-го графа Брэдфорда . Дети от первого брака:
- Достопочтенная Мэри Тереза Пирсон (род. 3 июня 1940)
- Достопочтенная Лиза Джейн Пирсон (род. 30 марта 1942)
- Майкл Орландо Уитман Пирсон, 4-й виконт Коудрей (род. 17 июня 1944), старший сын и преемник отца.

Виконт и виконтесса Коудрей развелись в 1950 году, а 4 марта 1953 года виконт Коудрэей женился вторым браком на Элизабет Мазер-Джексон (? — 23 сентября 2011), дочери сэра Энтони Мазер-Джексона, 6-го баронета. Дети от второго брака:
- Достопочтенная Люси Пирсон (род. 11 апреля 1954)
- Достопочтенный Чарльз Энтони Пирсон (род. 5 марта 1956)
- Достопочтенная Розанна Пирсон (род. 1 июля 1959)

Виконт Коудрэй скончался 19 января 1995 года в возрасте 84 лет.